# Maestro dell'Altare di Bamberga del 1429
Maestro dell'Altare di Bamberga del 1429, conosciuto anche come Maestro dell'Altare dei Santi Intercessori (fl. XV secolo), è stato un pittore anonimo tedesco attivo a Norimberga nel corso della prima metà del XV secolo.

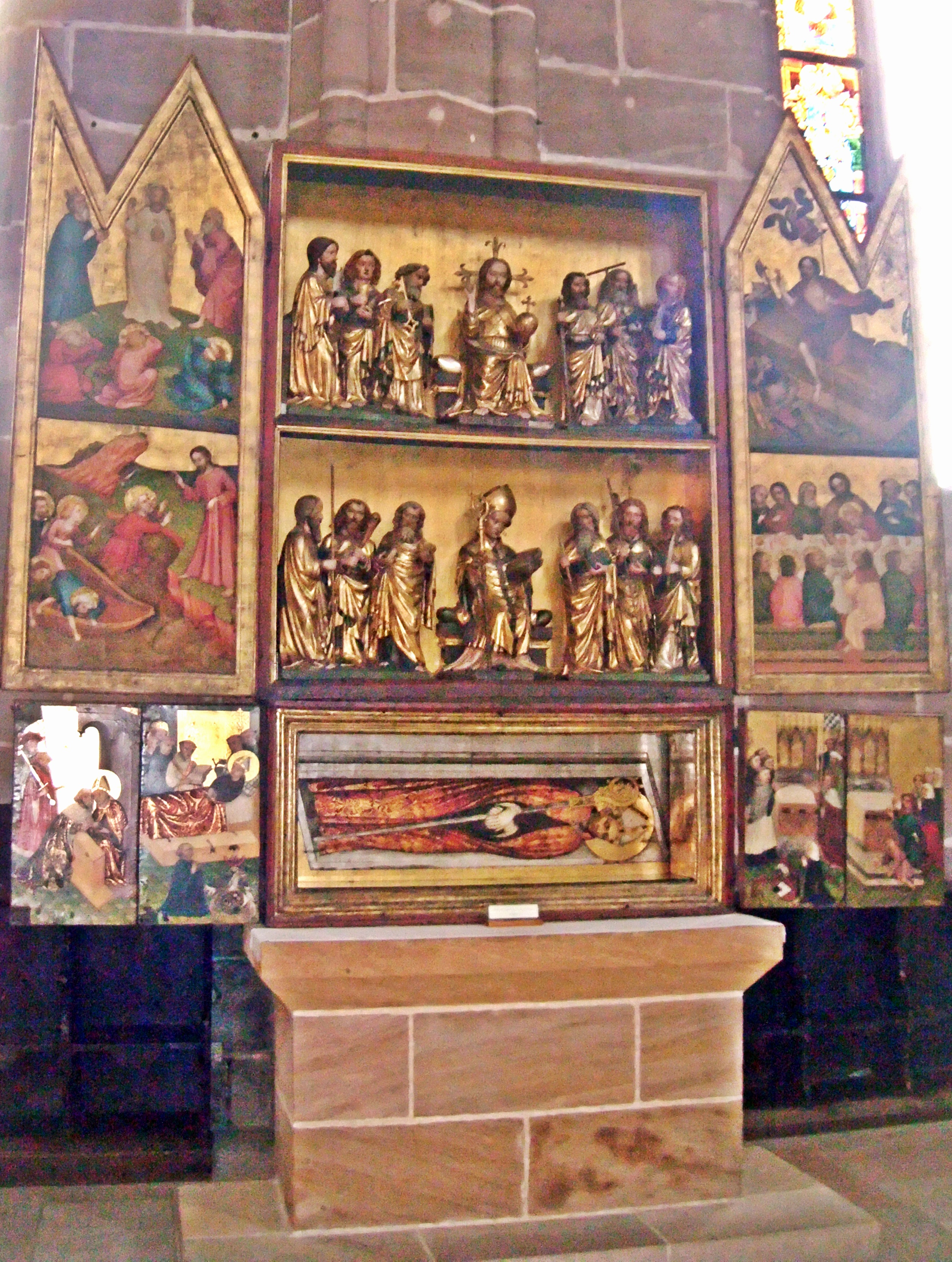
Deocarus-Altar, nella chiesa di San Lorenzo a Norimberga; 1437

L'anonimo artista tedesco, probabilmente con bottega a Norimberga, prende il suo nome dall'Altare, datato 1429 e proveniente dalla chiesa francescana della Vergine a Bamberga, opera oggi conservata a Norimberga.
L'altare a portelle, di cui è perduta la predella ha nel pannello centrale la Crocifissione, nell'anta sinistra la Salita al Calvario e in quella destra la Deposizione dalla croce. A portelle chiuse, sulle ante esterne sono l'Incoronazione di spine e l'Ecce Homo.
All'artista sono state inoltre attribuite i cinque frammenti di un Altare con scene della vita della Vergine, proveniente da Langenzenn, ora al Museo di Aquisgrana; il Deokarusaltar, del 1436-37, e ora nella chiesa di San Lorenzo a Norimberga e il Nothelferaltar, ovvero l'Altare dei quattordici santi intercessori, ora nella chiesa evangelico-luterana Friedenskirche  a Norimberga, con al centro le Nozze mistiche di santa Caterina, sulle portelle interne Santi, e all'esterno Scene del ritrovamento della Vera Croce.
Inoltre gli vengono attribuiti numerosi epitaffi, ovvero effigi funerarie, tra cui quelli di Anna Imhoff nella chiesa di San Lorenzo e di Anton Imhoff, morto nel 1449, ora conservato al museo di Norimberga.